# 레이지 코믹
레이지 코믹(rage comic)은 표정을 나타낸 낙서 같은 얼굴을 소재로 한 짧은 웹 만화이다. 인터넷 밈처럼 유행하고 있다. 웹사이트 아스 테크니카는 표준화된 온라인 커뮤니케이션의 수단이라고 평가하고 있다. 레이지 코믹이 인기 있는 이유는 경험을 유머러스하게 표현하는 능력에 있다. 표현력과 표준화된 쉽게 식별할 수 있는 얼굴은 외국어로서의 영어를 가르치는 데에도 사용할 정도이다.

## 역사
레이지 코믹은 2007년에 이미지 게시판 사이트 4chan에서 만들어져 인터넷 포럼 사이트 레딧에 퍼졌다. 2009년에 엄청난 인기를 구가하였고, 2011년 1월에는 레이지 코믹 태그 "fffffffuuuuuuuuuuuu-"가 레딧의 잘 읽힌 태그 20에 랭크됐다. 원래는 "레이지 가이"의 얼굴을 사용하여 사람의 불만을 표현하는 것으로, 2x2의 테두리로 작성된 연재 만화였으나, 후에 다양한 구성 등이 쓰이게 되었다.

## 같이 보기
- Wojak